# Modern Art (Art Farmer)
Modern Art è un album di Art Farmer, pubblicato dalla United Artists Records nel 1958. Il disco fu registrato il 10, 11 e 14 settembre, 1958 al Nola's Penthouse Sound Studios di New York.

## Tracce
Lato A
1. Mox Nix – 4:39 (Art Farmer)
2. Fair Weather – 5:42 (Benny Golson)
3. Darn That Dream – 3:57 (Eddie DeLange, James Van Heusen)
4. The Touch of Your Lips – 4:52 (Ray Noble)

Lato B
1. Jubilation – 4:15 (Junior Mance)
2. Like Someone in Love – 5:55 (Johnny Burke, James Van Heusen)
3. I Love You – 6:58 (Cole Porter)
4. Cold Breeze – 3:53 (Wade Legge)

Edizione CD del 2010, pubblicato dalla Poll Winners Records PWR 27221
1. Mox Nix – 4:39 (Art Farmer)
2. Fair Weather – 5:44 (Benny Golson)
3. Darn That Dream – 3:59 (Eddie DeLange, James Van Heusen)
4. The Touch of Your Lips – 4:54 (Ray Noble)
5. Jubilation – 4:17 (Junior Mance)
6. Like Someone in Love – 5:56 (Johnny Burke, James Van Heusen)
7. I Love You – 7:01 (Cole Porter)
8. Cold Breeze – 3:58 (Wade Legge)
9. Air Mail Special – 5:11 (Benny Goodman, Charlie Christian, Jimmy Mundy) – Bonus Track
10. Midnight Sun – 2:41 (Sonny Burke, Lionel Hampton, Johnny Mercer) – Bonus Track
11. Flying Home – 3:15 (Benny Goodman, Lionel Hampton, Sydney Robin) – Bonus Track
12. Stardust – 3:47 (Hoagy Carmichael, Mitchell Parish) – Bonus Track
13. Four to Four – 3:15 (Bob Zieff) – Bonus Track
14. I Can't Get Started – 2:56 (Vernon Duke, Ira Gershwin) – Bonus Track
15. Cinderella's Curfew – 6:00 (Bob Zieff) – Bonus Track
16. I Don't Stand a Ghost of a Chance – 3:33 (Victor Young, Ned Washington, Bing Crosby) – Bonus Track
17. Patting – 5:47 (Bob Zieff) – Bonus Track[4]

- Brani - 9, 10, 11 e 12, registrati negli ultimi mesi del 1958 al Beltone Studios di New York
- Brani - 13, 14, 15, 16 e 17, registrati nel 1958-1959 a New York

## Musicisti
Brani A1, A2, A3, A4, B1, B2, B3 e B4 / CD - 1, 2, 3, 4, 5, 6, 7 e 8
- Art Farmer - tromba
- Bill Evans - pianoforte
- Benny Golson - sassofono tenore
- Addison Farmer - contrabbasso
- Dave Bailey - batteria

Brani CD - 9, 10, 11 e 12
- Art Farmer - tromba
- Bob Brookmeyer - trombone
- Zoot Sims - sassofono tenore
- Teddy Charles - vibrafono
- Addison Farmer - contrabbasso
- Ed Thigpen - batteria[5]

Brani CD - 13, 14, 15, 16 e 17
- Art Farmer - tromba
- Jimmy Buffington - corno francese
- Anthony Ortega - flauto, clarinetto, sassofono alto
- John Hager - clarinetto basso
- Ray Tricarico - fagotto
- Dick Wetmore - violino
- Ahmed Abdul-Malik - contrabbasso
- altri musicisti non identificati
- Bob Zieff - arrangiamenti